# Тело Христово

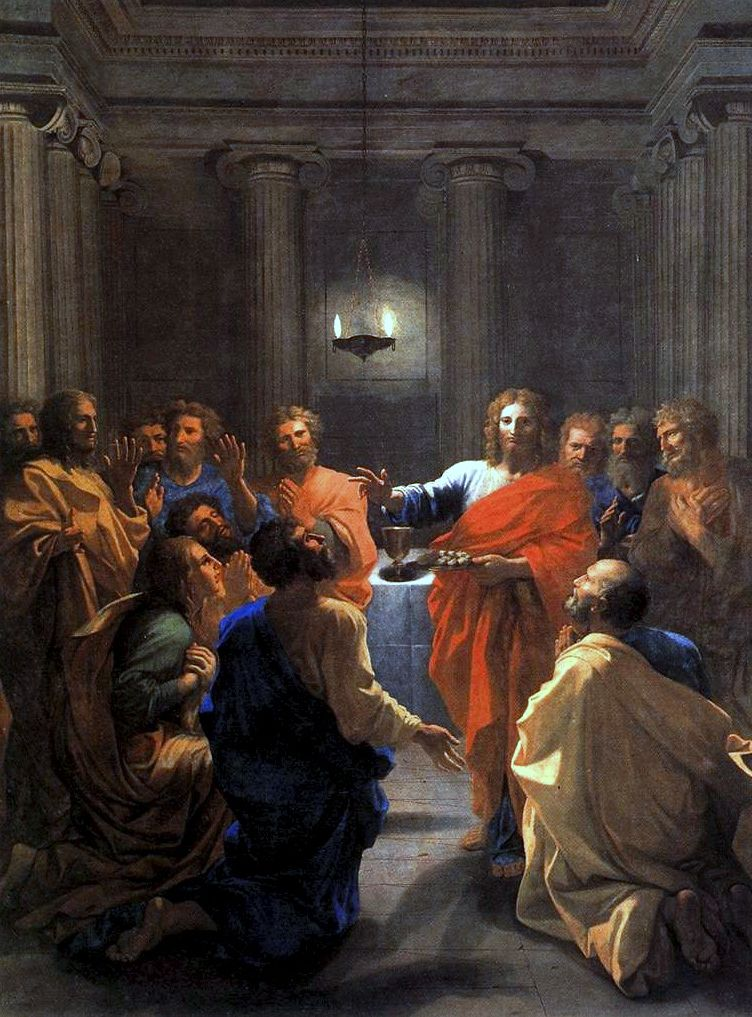
Установление Евхаристии Никола Пуссена, 1640 г.

В христианском богословии термин «Тело Христово» имеет два основных, но самостоятельных значения. В первом случае он может указывать на слова Иисуса Христа, обращённые к хлебу во время иудейской Пасхи: «Сие есть тело Моё» (Лук. 22:19, 20). В другом контексте «Тело Христово» может относиться ко всем людям, которые «во Христе» (1Кор. 12:12—14).
В посланиях апостола Павла «Тело Христово» — это все, кто услышал слово истины, принял благовествование спасения и уверовал в Бога. Они запечатлены Святым Духом, становятся частью Божьего жилища, соединяются и растут в любви, укрепляясь через правильное действие каждого члена (Еф. 1:13; 2:22; 4:16).
В христианской традиции существуют различные интерпретации термина, который использовал Христос во время Тайной Вечери, и его значение в христианском богословии Евхаристии. Для одних это может быть метафорическим понятием, для других — более конкретным или даже мистическим.
В католическом богословии термин «мистическое тело» используется для выделения Церкви, как мистического тела Христа, в отличие от его физического тела и «морального тела», которое можно сравнить с любым клубом, объединённым общей целью. В Православии этот термин также применяется к Православной Церкви, подчеркивая, что «мистическое единение со Христом является реальностью в Его Церкви».

## Евхаристия и реальное присутствие
Вера в реальное присутствие Христа в Евхаристии распространена в католицизме, православном и древневосточном христианстве, лютеранстве, англиканстве, методизме и реформатстве. Каждая из этих традиций имеет свой уникальный подход к этой доктрине. В 1980-х годах Церкви объединились, чтобы обсудить крещения, евхаристии и служения. Эти консультации проводились под эгидой Всемирного совета церквей.

### Католицизм
Католическая Церковь учит, что в хлебе, освященном во время Евхаристии, не происходит никаких изменений, которые можно было бы ощутить или научно доказать. Это учение поддерживает идею реального присутствия, то есть превращения хлеба в Тело Христово. В церковной традиции это изменение называется «пресуществлением». Церковь отвергает доктрину лоллардов о «консубстанциации», которая утверждает, что сущность хлеба сохраняется после освящения. В то же время, согласно церковному учению, все, что можно исследовать напрямую или с помощью науки, то есть «случайности» в аристотелевской философии, остаются практически неизменными.
В рамках римского обряда, когда священнослужитель или другой представитель духовенства предлагает причастнику освящённый гостий, он произносит: «Тело Христово».
Поскольку освящённый хлеб воспринимается как часть тела Христова и имеет священный статус, то остатки гостии после проведения мессы хранятся в особом месте в церкви. Это делается в первую очередь для того, чтобы больные могли причаститься, но также служит местом для уединённой молитвы и личного общения с Богом. В некоторых случаях проводится публичное поклонение Евхаристии.
Христос принял бедных людей, и это стало Телом Христовым. В своем обращении Папа Франциск сказал: «Если мы хотим встретиться со Христом, нужно прикоснуться к его телу в страданиях бедных. Это ответ на таинство Евхаристии. Тело Христа, преломленное в литургии, проявляется через благотворительность и участие в судьбах самых уязвимых людей». Эти слова он произнес в начале Всемирного дня бедных.

### Православие
Православная церковь верит, что во время евхаристии хлеб и вино превращаются в истинное тело и кровь Христа. Для описания этого процесса используется термин «пресуществление». Он упоминается в «Пространном катехизисе Православной, Католической, Восточной Церкви» (Катехизис святителя Филарета Московского), а также в постановлениях Иерусалимского синода 1672 года.

### Лютеранство
Мартин Лютер рассуждал, что поскольку божественность подразумевает вездесущность, тело Христа может присутствовать в Евхаристии из-за его причастности божественной природе.
В современных лютеранских учениях Тело Христово трактуется похоже на католические, но лютеране не принимают католическое учение о пресуществлении. Вместо этого они проповедуют доктрину сакраментального союза. Для лютеран Тело Христово — это название причастного хлеба в Евхаристии, что видно из лютеранского богослужения.

### Моравизм
Николаус Цинцендорф, епископ Моравской церкви, утверждал, что Святое Причастие является «самой интимной из всех связей с личностью Спасителя». Моравская церковь придерживается взгляда, известного как «сакраментальное присутствие», уча, что в таинстве Святого Причастия:

Христос отдает свое тело и кровь согласно своему обетованию всем, кто приобщается к стихиям. Когда мы едим и пьем хлеб и вино Вечери с верой в ожидании, мы тем самым причащаемся тела и крови нашего Господа и получаем прощение грехов, жизнь и спасение. В этом смысле справедливо говорится, что хлеб и вино - это тело и кровь Христа, которые он дает своим ученикам.

### Реформаторство
Реформатские церкви, включая континентальную, англиканскую, пресвитерианскую, конгрегационалистскую и реформатскую баптистскую, верят в пневматическое присутствие Христа в Вечере Господней. Это означает, что Христос действительно духовно присутствует в таинстве Святого Причастия. Конгрегационалистский богослов Альфред Эрнест Гарви изложил свое видение этого вопроса с точки зрения своей конгрегации, рассматривая его в контексте Святой Католической Церкви:

Он действительно присутствует на Вечере Господней, не ограничиваясь материальными элементами. Мы не можем утверждать, что материальное важнее духовного. Это весь Христос, открывающийся вере, чтобы верующий мог общаться с Ним.

### Методизм
Методисты подчеркивают реальное присутствие Христа в Евхаристии. Однако способ Его присутствия остается Святой тайной. Дисциплина Свободной Методистской Церкви учит:

Вечеря Господня - это таинство нашего искупления смертью Христа. Для тех, кто правильно, достойно и с верой принимает это, хлеб, который мы преломляем, является вкушением тела Христова; и точно так же чаша благословения является вкушением крови Христовой. Вечеря также является знаком любви и единства, которые христиане имеют между собой. Христос, согласно своему обетованию, действительно присутствует в таинстве. –Discipline, Free Methodist Church

## Церковь

### Католицизм
Ибо как тело едино и имеет много членов, и все члены этого одного тела, будучи многими, составляют одно тело, так и Христос. Ибо одним Духом все мы крещены в одно тело, будь мы евреи или язычники, будь мы рабы или свободные; и все мы были напоены одним Духом. Ибо тело - это не один член, а многие.— Апостол Павел, 1Кор. 12:12—14

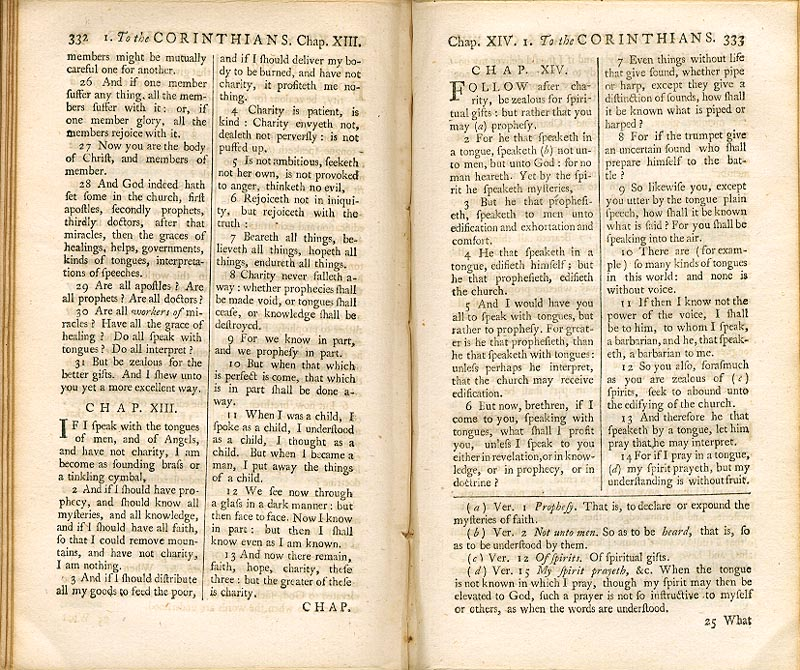
1 Коринфянам, из Библии Дуэ, 1749 г.

Католики видят в выражении «Тело Христово» прежде всего Католическую Церковь. Катехизис с одобрением цитирует ответ Святой Жанны д’Арк судьям: «Об Иисусе Христе и Церкви я знаю одно: они едины, и не стоит усложнять этот вопрос». Там же приводится высказывание Святого Августина: «Возрадуемся и возблагодарим за то, что стали не только христианами, но и самим Христом. Постигните благодать Божию к нам. Удивляйтесь и радуйтесь: мы стали Христом. Если Он — глава, то мы — члены. Он и мы вместе — весь человек… Тогда полнота Христа — это глава и члены, а что такое „глава и члены“? Это Христос и Церковь». В этом контексте Католическая Церковь называет себя «всеобщим таинством спасения» для всего мира. Она раздает таинства, через которые благодать Христа передается верующим.
Апостол Павел говорил об этом единстве христиан со Христом, о котором говорится в Новом Завете также в таких образах, как виноградная лоза и ветви, в терминах единого тела, главой которого является Христос (Рим. 12:5, 1Кор. 12:12—27, Еф. 3:6; 5:23, Кол. 1:18; 1:24).
Катехизис католической церкви сравнивает Церковь с телом, чтобы подчеркнуть её тесную связь с Христом. Она не просто собирается вокруг Него, но и объединена в Его теле. Есть три ключевых аспекта этой связи: единство всех членов Церкви благодаря их союзу со Христом; Христос как глава Тела; и Церковь как невеста Христова. Каждый из этих аспектов имеет свое значение, которое Катехизис подробно объясняет.
Чтобы отличить духовное Тело Христово от его физической формы, используют термин «Мистическое Тело Христово». Этот термин стал названием энциклики Mystici Corporis Christi, которую в 1943 году написал папа Пий XII. В этом документе он заявил, что «Мистическое Тело Христово — это Католическая Церковь». Однако в 1964 году на Втором Ватиканском соборе католические епископы расширили это понятие. Они признали, что «полное включение» в Церковь подразумевает единство с Верховным Понтификом, но также описали различные уровни «связи» с Церковью для всех людей доброй воли. Это не было новшеством, но собором было подтверждено. В постановлении собора об экуменизме говорится, что «все, кто оправдан верой в Крещение, являются членами Тела Христова», если они не создают препятствий («obex») для совершения Таинства, например, через формальный раскол или ересь.

### Православие
Православная церковь называет себя телом Христовым. Так говорил Павел Тарсийский в своих посланиях. Она считает себя безгрешной, ведь является телом Христа. Однако её члены могут ошибаться и грешить.
В Православии верят, что Церковь — это мистическое тело Христа. Это значит, что в ней реально существует мистический союз со Христом.

### Протестантизм
В современных протестантских учениях термин «Тело Христово» обозначает всех верующих во Христа, а не только католиков. Христиане становятся частью вселенского тела Христова через веру, а не через принадлежность к церковному институту. Эта теология опирается на несколько библейских отрывков, включая те, что говорят о Христе как о «главе» тела, а верующих — как о «членах» этого тела(Рим. 12:5, 1Кор. 12:12—27, Еф. 3:6; 4:15, 16, Кол. 1:18; 1:24). Протестантизм расширяет понятие «Тело Христово», что позволяет многим христианам называть себя частью этой вселенской общины.